# Radio Gong 96.3
Radio Gong 96.3 est une station de radio locale privée implantée à Munich, en Bavière.

## Historique
Radio Gong diffuse un programme à partir du 15 janvier 1985, d'abord sur le projet de câble à Munich. Le premier président est le journaliste Helmut Markwort, le premier chef des programmes et animateur de la matinale est Walter Freiwald. Pendant la journée, il y a un mélange de pop et de rock. Le soir, on peut entendre des émissions sur le hard rock et le jazz. L'actualité locale pour Munich et ses environs, ainsi que des conseils et des quiz complètent l'offre.
Le 24 mai 1985, le signal de départ est donné sur la fréquence terrestre 96,3 MHz à Munich, sur laquelle la radio émet encore aujourd'hui. Radio Gong 96.3 est l'une des plus anciennes radios privées en Allemagne. La radio fusionne avec le fournisseur auparavant indépendant Radio 2000 et prend le nom de Radio Gong 2000. Quatre quotidiens s'impliquent dans Radio Gong 2000 à cette époque : Süddeutsche Zeitung, Abendzeitung, Münchner Merkur et tz. Les deux derniers fondent quelques mois plus tard par Radio Charivari Munich, aujourd'hui 95.5 Charivari.

À l’automne 1985, pendant quelques semaines, Radio 2Day, Radio Holtzbrinck (Radio für Sie), Rundfunk Neues Europa (aujourd'hui Radio Horeb) et Bayerische Heimatfunk diffusent leurs programmes sur la même fréquence de 96,3 MHz. Au bout de deux mois, cependant, les stations se voient attribuer d'autres fréquences et Radio Gong 2000 peut à nouveau presque exclusivement diffuser sur la fréquence 96,3 MHz. Seule Radio Holtzbrinck diffuse tous les jours pendant 2 heures. En 1986, cette station fusionne avec Radio Gong 2000.
Radio Gong 2000 est rapidement le leader du marché à Munich. Lorsque Walter Freiwald est remplacé par Markus Langemann, la station connait un regain de popularité. En 1991, il y a une réforme majeure du programme et le "2000" disparaît du nom. Peu à peu, le concept musical original est abandonné et transformé en un format de radio diffusant les succès.
Radio Gong 96.3 devient la station privée la plus écoutée de Munich pour son groupe cible, celui des 14 à 49 ans. Aujourd'hui, la radio détient les plus grandes parts de marché à Munich. Elle met l'accent sur les chansons pop rythmiques. La station propose un programme complet de 24 heures, les heures de nuit étant généralement diffusées sans présentation. Les services Gong 96.3 News et Gong 96.3 (météo et trafic) sont toujours diffusés sept minutes avant chaque heure et demi-heure.
En 2015, Radio Gong fête ses 30 ans avec le programme "30 ans sur 30 jours". Le 27 avril, l'animateur de la matinale Mike Thiel anime l'émission inaugurale et invite les anciens chroniqueurs Michael Herbig et Rick Kavanian. Le 25 juillet, Gong 96.3 célèbre l'anniversaire avec ses auditeurs dans le cadre du festival Münchner Sommernachtstraum dans le Parc olympique de Munich.

## Actionnaires
- Studio Gong GmbH & Co. Studiobetriebs KG (42 %)
- rt1.broadcast management Gmbh (33 %)
- AVE IV Vermögensverwaltungsgesellschaft mbH (12 %)
- LIREK Beteiligung GmbH (6,5 %)
- Radio der Frau Programmanbietergesellschaft mbH (6,5 %).

### Source de la traduction
- (de) Cet article est partiellement ou en totalité issu de l’article de Wikipédia en allemand intitulé « Radio Gong 96.3 » (voir la liste des auteurs).